# Protea leucoblepharis
Protea leucoblepharis là một loài thực vật có hoa trong họ Quắn hoa. Loài này được (Hiern) Baker miêu tả khoa học đầu tiên năm 1910.